# Postenpflicht

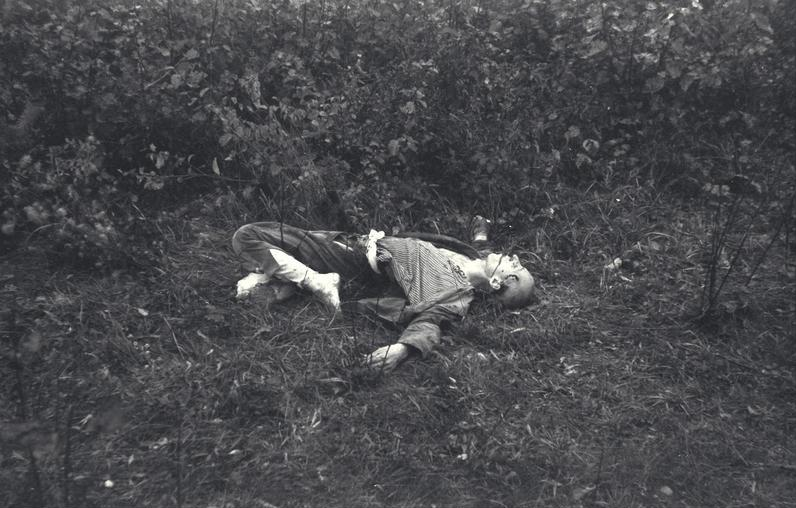
Un prigioniero ucciso a colpi di arma da fuoco nel complesso del campo di concentramento di Mauthausen-Gusen.

Il Postenpflicht fu un ordine generale che riguardava le guardie SS-Totenkopfverbände dei campi di concentramento nazisti e consentiva la giustizia sommaria nei confronti dei prigionieri "colpevoli" di insubordinazione.
Obbligava le guardie a sparare senza preavviso ai prigionieri impegnati in atti di resistenza o tentativi di fuga; in caso contrario si sarebbe proceduto al licenziamento o all'arresto. Il Postenpflicht fu attuato il 1º ottobre 1933 per le guardie di Dachau e successivamente esteso agli altri campi di concentramento.

## Contesto storico

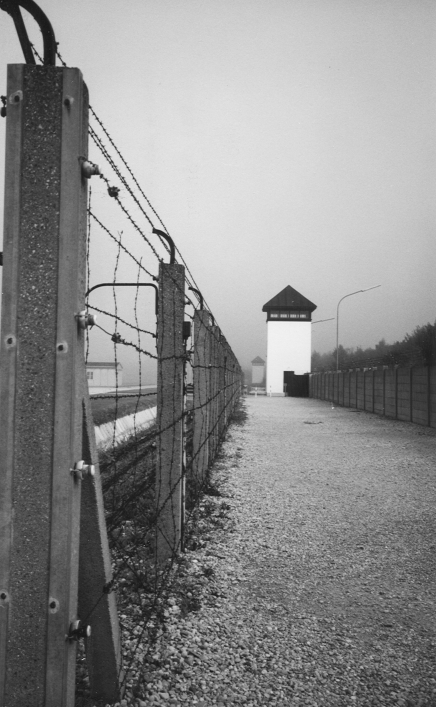
Recinzione e torre di guardia a Dachau.

Il campo di concentramento di Dachau fu aperto il 22 marzo 1933 a circa 16 km a nord-ovest di Monaco, in Baviera. Inizialmente a fare la guardia fu la polizia locale di Monaco, ma nel giro di poche settimane fu sostituita dalle SS. Il 13 aprile 1933 lo SS-Standartenführer Hilmar Wäckerle divenne il primo comandante del campo e fu incaricato da Himmler, all'epoca capo della polizia di Monaco e SS-Obergruppenführer, di redigere un regolamento disciplinare. Le regole di Wäckerle furono estremamente dure e provocarono la morte di diversi prigionieri sottoposti alle punizioni.
Nel maggio 1933 la procura di Monaco, non ancora allineata alla politica nazista del Gleichschaltung, iniziò a indagare sull'assassinio di alcuni prigionieri avvenuto a Dachau, spinta dalla denuncia formale di Sophie Handschuh che volle conoscere la vera causa della morte del figlio. Si erano diffuse delle voci sul trattamento duro dei detenuti, e Himmler dovette confutarle, anche mentre annunciava l'apertura del campo di Dachau. Wäckerle e Himmler furono accusati di omicidio e fu chiesta la rimozione di Wäckerle dall'incarico; dopo il trasferimento del procuratore capo e del suo assistente in altri uffici le accuse furono ritirate.
Himmler continuò ad imporre l'uso dell'esecuzione sommaria, all'epoca praticata solo a Dachau, come forma legittima di punizione.

## Il nuovo ordine del campo

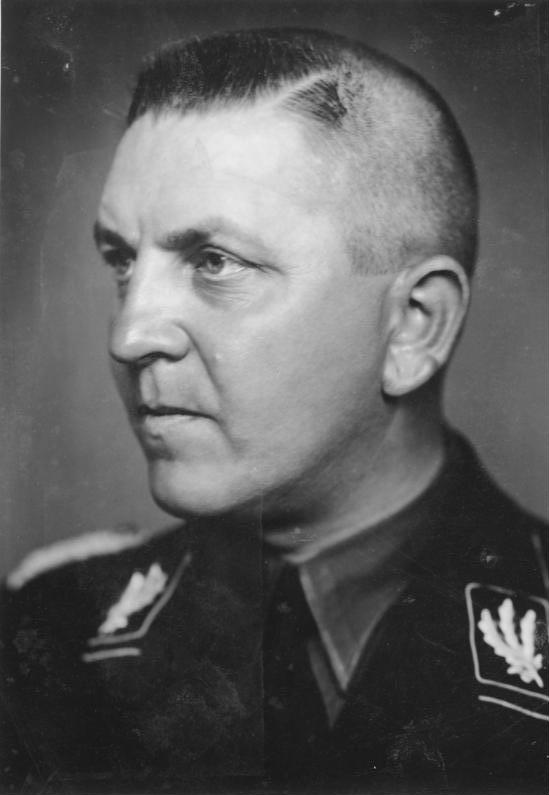
Theodor Eicke, ispettore del campo di concentramento.

Theodor Eicke, incaricato di sviluppare un nuovo regolamento, scrisse il Postenpflicht con l'istruzione specifica di sparare sui prigionieri immediatamente e "senza preavviso", pena gravi conseguenze per il personale del campo, fino al licenziamento e persino l'arresto.
Il "Regolamento per la scorta e le guardie dei prigionieri" (Dienstvorschrift für die Begleitpersonen und Gefangenenbewachung) fu emesso il 1º ottobre 1933. Conosciuto anche come Strafkatalog ("Catalogo delle pene"), questo elenco di regole, infrazioni e punizioni entrò immediatamente in vigore, ed entrambi i regolamenti furono attuati in tutti i campi di concentramento delle SS pochi mesi dopo; consentivano alle guardie di infliggere dure punizioni anche per infrazioni minori concedendo loro ampia libertà di giustiziare i prigionieri e, nel tempo, divennero il sistema generale di punizione.
Il perimetro del campo di detenzione era delimitato da recinzioni e muri elettrificati. Accanto al muro veniva realizzato un fossato con un'area ufficialmente chiamata "zona neutra" e soprannominata dai prigionieri "striscia della morte", in buona sostanza area proibita. Chi si fosse anche solo avvicinato a questa zona rischiava di essere fucilato proprio in virtù del Postenpflicht.
Le guardie che sparavano al prigioniero venivano premiate con un compenso e tre giorni di ferie. Per divertimento e profitto, a volte lanciavano il berretto del detenuto nella "zona della morte" e gli ordinavano di prenderlo per poi sparargli. A volte lo facevano in coppia in modo da alternarsi per ottenere entrambi la taglia. Testimoni ed ex prigionieri riportano casi in cui i prigionieri entravano intenzionalmente nella zona proibita, per fuggire alle atrocità facendosi uccidere.
I dettagli del lavoro fuori dal campo di concentramento erano definiti da Außenkommandos ("commando fuori") delle SS. Le guardie delle SS formavano un Postenkette, cioè un cordone, per circondare il cantiere e controllare i prigionieri. Il prigioniero non poteva attraversare questo confine immaginario: superarlo era considerato un tentativo di fuga, e le guardie, aderendo al Postenpflicht, avrebbero sparato senza preavviso. Se un prigioniero fosse riuscito a scappare, la guardia sarebbe stata accusata di "rilascio del prigioniero per negligenza".
Il Postenpflicht valeva anche per le unità SS-Totenkopfverbände che operavano nei campi di concentramento come guardie e polizia ausiliaria. Durante gli anni della guerra nei campi di concentramento furono impiegate anche guardie femminili: in quanto sorveglianti, fu ordinato anche a loro di usare le armi da fuoco in caso di attacco fisico da parte di un prigioniero o di tentativo di fuga.
Il ministro della Giustizia del Reich Franz Gurtner contattò Himmler per mitigare il Postenpflicht, ma non ottenne nulla. Anche i comandanti del campo erano responsabili nei confronti del Postenpflicht. È il caso di Karl Otto Koch, comandante del campo di concentramento di Majdanek: il 14 luglio 1942, durante il suo mandato, fuggirono 200 prigionieri di guerra sovietici; ne fu catturata solo la metà. Nell'agosto 1942 Koch fu accusato di "rilascio del prigioniero per negligenza", fu punito con un provvedimento disciplinare e trasferito nella SS-Postschutz ad Eger.

## L'ordine "Postenpflicht"
Campo di concentramento di Dachau
Sede centrale, 1º ottobre 1933

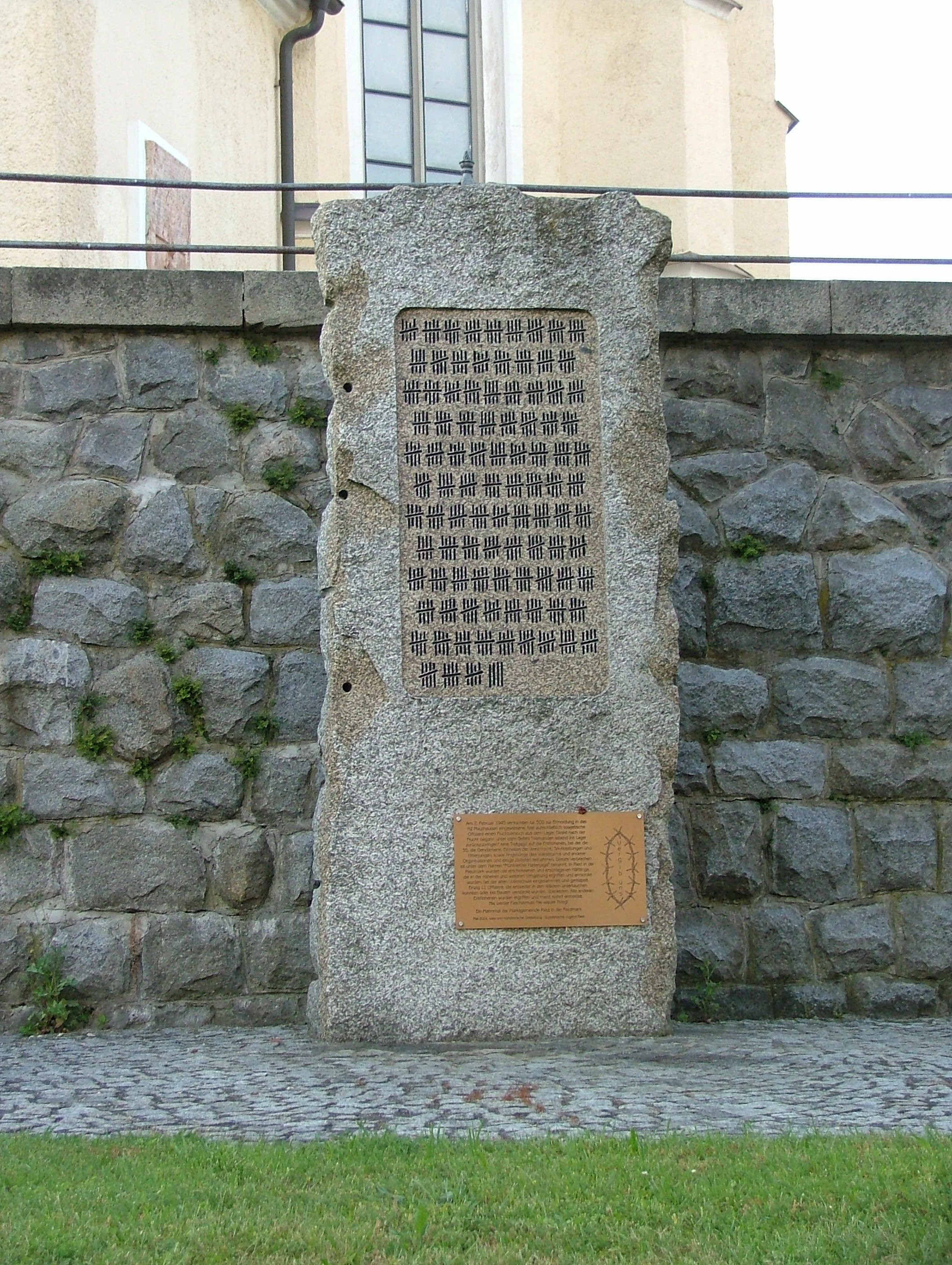
Monumento per il Mühlviertler Hasenjagd.

Regolamento per scorte e guardie di prigionieri
6. Postenpflicht
Chiunque permetta la fuga di un detenuto sarà arrestato e accusato di rilascio per negligenza e consegnato alla polizia politica bavarese.
Se un prigioniero tenta di scappare, deve essere fucilato, senza preavviso. Una guardia che spara a un prigioniero in fuga mentre compie il suo dovere non avrà alcun richiamo.
Quando una guardia viene attaccata fisicamente da un prigioniero, l'attacco deve essere respinto con l'uso di un'arma da fuoco, non rispondendo con la medesima violenza fisica. Una guardia che non rispetta questo ordine dovrà aspettarsi il suo licenziamento immediato. Del resto, chi "tiene la schiena libera" raramente sarà attaccato.
In caso di rivolta o di resistenza organizzata dei prigionieri, ogni guardia che sovrintende deve sparare. I colpi di avvertimento sono severamente vietati.